# Dominicaines de la congrégation du Saint Rosaire de Sinsinawa
Les Dominicaines de la congrégation du Saint Rosaire de Sinsinawa sont une congrégation religieuse féminine enseignante de droit pontifical.

## Histoire
En 1847, Samuel Mazzuchelli, dominicain missionnaire apostolique aux États-Unis, organise une communauté de dominicaines à Sinsinawa dans le Wisconsin. Les quatre premières religieuses prononcent leurs vœux le 15 août 1849 commençant officiellement la congrégation du Très Saint Rosaire.
L'institut est agrégé à l'Ordre des Prêcheurs en 1875 et reçoit le décret de louange le 17 août 1888.

## Activités et diffusion
Les Dominicaines de Sinsinawa se consacrent à l'enseignement.
Elles sont présentes en:
- Amérique : États-Unis, Bolivie, Trinité-et-Tobago.

La maison-mère est à Sinsinawa (en)
En 2017, la congrégation comptait 453 sœurs dans 182 maisons.